# 神奈川県LPガス協会
公益社団法人神奈川県LPガス協会（こうえきしゃだんほうじんかながわけんエルピーガスきょうかい）は、神奈川県における液化石油ガスを供給する会社の業界団体である。

## 概要

### 事務所
〒231-0003　神奈川県横浜市中区北仲通3-33共済ビル別館7階

### 歴代会長

#### 任意団体時代
1. 江島平八
2. 新津専吉
3. 小倉彰
4. 桑原民二
5. 今東寿雄
6. 三好道也
7. 河西幹一

#### 社団法人時代
1. 河西幹一
2. 吉田健二
3. 馬越憲一
4. 高橋辰夫
5. 奥村宏
6. 井上明
7. 菊池鴻逸
8. 古川武法 - 現会長

## 沿革
- 1954年（昭和29年）5月 神奈川県プロパン瓦斯事業協議会設立
- 1956年（昭和31年）4月 神奈川県プロパン協議会と改称・規約改正
- 1957年（昭和32年）4月 三浦半島支部発足
- 1958年（昭和33年）4月 川崎、横浜、北相、湘南、小田原の5支部発足
- 1961年（昭和36年）5月 神奈川県プロパンガス協会と改称
- 1963年（昭和38年）4月 川崎支部が川崎南、川崎北の2支部に移行（以降、昭和40年代に各支部の分割が行われる）
- 1964年（昭和39年）5月 スタンド部会新設
- 1965年（昭和40年）3月 社団法人に改組
- 1974年（昭和49年）4月 安全点検センター（現：株式会社神奈川県エルピーガス保安センター）発足。
- 1982年（昭和57年）3月 社団法人神奈川県プロパンガス安全点検センター（現：株式会社神奈川県エルピーガス保安センター）設立
- 1987年（昭和62年） 神奈川トラスト緑基金に基金を贈呈開始（以降、毎年）
- 1988年（昭和63年）8月 青年部会発足
- 1992年（平成4年）6月 理事会で日本エルピーガス連合会からの脱会を決定
- 1992年（平成4年）9月 日本エルピーガス連合会からの脱会を撤回
- 1996年（平成8年）5月 社団法人神奈川県エルピーガス協会に名称変更
- 1999年（平成11年）8月 廃棄ガスメーター回収事業開始（以降、毎年）
- 2000年（平成12年）9月 神奈川県エルピーガス協会ホームページ公開
- 2006年（平成18年）10月 第1回直火生活キャンペーン開始
- 2006年（平成18年）11月 湘南支部平塚中郡部会と湘南ベルマーレで「キッズサッカースクール」を共催
- 2009年（平成21年）4月 スタンド部会と完全に一本化
- 2012年（平成24年）4月1日 新公益法人制度への移行により公益社会法人となる。
- 2012年（平成24年）5月29日 名称を変更し、「神奈川県エルピーガス協会」から「神奈川県LPガス協会」となる。[1]

## 目的・事業
- LPガス使用者への情報提供
- LPガスによる災害・事故の防止
- 社会貢献
- 行政とLPガス業界とのパイプ役
- LPガスの適正な取り引きの指導
- 安全・安定供給の確保

## 組織

### 支部
- 川崎北支部 - 川崎市（多摩区、麻生区、高津区、宮前区、中原区）
- 川崎南支部 - 川崎市（川崎区、幸区）
- 横浜東支部 - 横浜市（鶴見区、神奈川区）
- 横浜北支部 - 横浜市（港北区、都筑区、緑区、青葉区）
- 横浜中央南支部 - 横浜市（西区、中区、南区、磯子区、金沢区、港南区）
- 横浜戸塚支部 - 横浜市（戸塚区、瀬谷区、栄区、泉区）
- 横浜旭・保土ヶ谷支部 - 横浜市（旭区、保土ケ谷区）
- 北相支部 - 秦野市、伊勢原市
- 湘南支部 - 平塚市、藤沢市、茅ヶ崎市、寒川町、大磯町、二宮町
- 横須賀・三浦支部 - 横須賀市、三浦市
- 鎌倉・逗葉支部 - 鎌倉市、逗子市、葉山町
- 厚木支部 - 厚木市、愛川町、清川村
- 県央支部 - 大和市、海老名市、綾瀬市、座間市
- 相模原支部 - 相模原市（中央区、南区、緑区橋本地区）
- 津久井支部 - 相模原市緑区（城山地区、津久井地区、相模湖地区、藤野地区）
- 小田原支部 - 小田原市、箱根町、真鶴町、湯河原町
- 足柄支部 - 南足柄市、中井町、大井町、松田町、山北町、開成町

### 委員会

#### 常設委員会
- 事務局
  - 保安共済事業団
  - 試験・教育事務所
- スタンド委員会
  - スタンド保安部会
  - スタンド企画部会
- 広報委員会
- 卸売事業者委員会
- 競合エネルギー対策委員会
  - 電力対策部会
  - 都市ガス対策部会
- 販売事業者委員会
- 保安委員会
  - 地震対策部会
- 総務委員会
  - 青年部会

#### 専門委員会
- 中核充てん所委員会
- LPガス119委員会
- お客様相談所委員会

#### 仮設委員会
- 役員候補者推薦委員会
- 懲罰委員会

### 主要会議
- 総会
  - 通常総会
  - 臨時総会
- 理事会
- 委員会会議
- 支部会

## 事業

### 国庫補助事業
- お客様からの相談窓口「LPガスお客様相談事業」
- LPガス販売事業者の経営改善と合理化を図る「構造改善セミナー事業」
- LPガスの保安啓発支援「LPガス安全委員会保安活動支援事業」
- LPガス事業者の保安高度化を図る「地域普及事業」

### 社会貢献事業

#### ともしび基金・かながわトラストみどり基金
1978年（昭和53年）から1985年（昭和60年）までの8年間、県が呼びかけた「ともしび基金」に賛同し寄付。1987年（昭和62年）より毎年、財団法人かながわトラストみどり財団の運動に賛同し基金を贈呈。

#### 廃棄ガスメーター回収事業
1999年（平成11年）より青年部会が主体となり、廃棄ガスメーターを県下一斉回収する事による廃棄物処理コストの差益又は廃棄ガスメーターをリサイクル資源として売却した収益を活用して児童福祉施設に寄贈品を贈呈。

### 防災
- 神奈川県及び県下市町村との防災協定
- 県主催の防災フェアに参加したり、市町村の防災訓練に協力したりしている。
- 防災基金の積み立て

### LPガスのPR活動

#### 直火生活キャンペーン
「炎のあるくらし」の素晴らしさを実感してもらうために平成18年より平成20年まで行なったキャンペーン。

## 関連団体
- 一般社団法人全国LPガス協会
- 株式会社神奈川県エルピーガス保安センター[2]

### 業務関連法人団体
- 一般社団法人神奈川県高圧ガス協会
- 公益社団法人神奈川県高圧ガス防災協議会
- 一般社団法人神奈川県高圧ガス流通保安協会
- 一般社団法人神奈川県トラック協会高圧ガス部会

### 業務関連団体
- 神奈川県エルピーガス協同組合連合会